# Jaguaripe
Jaguaripe es un municipio brasileño del estado de Bahía. Su población estimada en 2022 era de 17.659 habitantes.